# Dienerella navicula
Dienerella navicula là một loài bọ cánh cứng trong họ Latridiidae. Loài này được Rucker miêu tả khoa học năm 1986.